# Simone Peter
Simone Maria Peter, née le 3 décembre 1965 à Quierschied, est une femme politique allemande, membre de l'Alliance 90 / Les Verts (Grünen).
Chercheuse spécialisée dans les énergies renouvelables, elle a été ministre de l'Environnement du Land de la Sarre, entre 2009 et 2012, dans la première coalition jamaïcaine allemande. Elle est co-présidente fédérale des Grünen entre octobre 2013 et janvier 2018.

## Biographie

### Jeunesse et débuts professionnels
En 1985, elle passe son Abitur à Dillingen, une ville moyenne dans l'Ouest de la Sarre.
Elle intègre, l'année suivante, l'université de la Sarre, dont elle ressort diplômée en biologie en 1993. Un an plus tard, en 1994, elle devient associée de recherche et d'enseignement au département de microbiologie et doctorante dans ce domaine.

### Débuts rapides en politique
Membre de l'Alliance 90 / Les Verts à partir de 1996, elle intègre la commission administrative de la section Sarrebruck-centre en 1998. En 1999, elle entre au comité directeur régional, en tant que porte-parole pour l'Environnement et l'Énergie.

### Une spécialiste des énergies renouvelables
Ayant obtenu son doctorat en 2000, elle quitte l'université ainsi que l'ensemble de ses fonctions au sein des Grünen. En 2001, elle est recrutée par Eurosolar, association européenne de promotion de l'énergie solaire, en tant qu'associée de recherche et rédactrice en chef de la revue « Solarzeitalter - Politik u. Ökonomie Erneuerbarer Energien ».
Devenue porte-parole du groupe fédéral de travail des Verts sur l'Énergie en 2003, elle quitte ces fonctions ainsi que l'agence en 2004. Aussitôt, elle rejoint l'Agence des énergies renouvelables, à Berlin, en tant que chef de projet et directrice générale.

### Ministre de l'Environnement de la Sarre
En Sarre, à la suite des élections régionales du 30 août 2009, le ministre-président chrétien-démocrate Peter Müller est contraint de former une coalition jamaïcaine avec le Parti libéral-démocrate (FDP) et l'Alliance 90 / Les Verts. Le 10 novembre suivant, Simone Peter est donc nommée ministre de l'Environnement, de l'Énergie et des Transports dans le gouvernement de Sarre. Reconduite à ce poste le 24 août 2011, lorsque Annegret Kramp-Karrenbauer prend la succession de Müller, elle est relevée de ses fonctions lors de la rupture de la coalition, le 18 janvier 2012.

### Co-présidente fédérale des Verts
La ministre-présidente étant incapable de constituer une nouvelle majorité, le Landtag est dissous et des élections anticipées sont convoqués le 25 mars suivant. Simone Peter est alors désignée chef de file (spitzenkandidatin) des écologistes, qui remportent 5 % des voix, soit le minimum requis pour siéger au Parlement, et 2 députés sur 51. À l'ouverture de la législature, elle est désignée vice-présidente du groupe parlementaire.
Lors des élections fédérales du 22 septembre 2013, l'Alliance 90 / Les Verts réalise une contre-performance avec 8,4 % des voix. Un renouvellement générationnel est alors engagé, qui se traduit par l'élection, le 19 octobre, de Simone Peter comme co-présidente fédérale, aux côtés de Cem Özdemir, avec 75,9 % des suffrages.